# Wrecking Ball (Album)
Wrecking Ball (engl. für „Abrissbirne“) ist das siebzehnte Studioalbum von Bruce Springsteen. Es erschien am 6. März 2012 bei Columbia Records. Von der E Street Band, die Springsteen seit mehreren Jahrzehnten begleitet, sind diesmal nur vereinzelt Musiker an dem Album beteiligt.
Das Album ist im Jahre 2008 vor dem Hintergrund der Banken- und Finanzkrise entstanden. Niemand sei dafür zur Verantwortung gezogen worden. Daher sei Springsteen diesmal wohl „besonders zornig“. Da der langjährige Saxophonist Clarence Clemons im Juni 2011 starb, wurden für die Stücke Wrecking Ball und Land of Hope and Dreams Live-Saxophonsoli aus früheren Konzerten verwendet.

## Titelliste
1. We Take Care of Our Own – 3:53
2. Easy Money – 3:36
3. Shackled and Drawn – 3:46
4. Jack of All Trades – 5:59
5. Death to My Hometown – 3:28
6. This Depression – 4:07
7. Wrecking Ball – 5:49
8. You’ve Got It – 3:48
9. Rocky Ground – 4:40
10. Land of Hope and Dreams – 6:58
11. We Are Alive 5:36

Bonustracks (nur auf der Deluxe-CD Version):
1. Swallowed Up (In the Belly of the Whale)
2. American Land

## Kritiken
- Christian Preußer von Plattentests.de schrieb: „[…] Doch kann auch sein [gemeint ist Clarence Clemons] Spiel nicht verhindern, dass das siebzehnte Album von Bruce Springsteen nicht alle Hoffnungen erfüllt.“[5]
- Kai Butterweck von Laut.de schrieb: „Der ‚Working On A Dream‘-Nachfolger hat alles, um sich einen ehrwürdigen Platz in der beeindruckenden Diskografie des Bosses zu sichern.“[6]
- Stefan Niederwieser von The Gap schrieb: „Der Liedermacher als authentischer Ausdruck sozialer Gefühle wird von Springsteen wiederbelebt, der Typus Woody Guthrie, der den Entrechteten, die seine Videos bevölkern, eine Stimme gibt, jemand, der komplizierte Zusammenhänge zu simplen Slogans mit ehrlichen, ehrlichen Gitarren verdichtet, dass es an Sozial-Drama-Kitsch grenzt“.[7]

| Professionelle Bewertungen | Professionelle Bewertungen                                          |
| Quelle                     | Bewertung                                                           |
| -------------------------- | ------------------------------------------------------------------- |
| The Gap                    | Sternsymbol · Sternsymbol · Sternsymbol · Sternsymbol · Sternsymbol |